# Académie d'État de musique de Biélorussie
L'Académie d'État de musique de Biélorussie (en biélorusse : Беларуская дзяржаўная акадэмія музыкі) est une école normale de musique, une académie de musique primaire, un centre de recherches et de musicologie, de folklore, pédagogie musicale et d'esthétique musicale, basée à Minsk, en Biélorussie.

Le Conservatoire de Minsk, aussi connu sous le nom de Conservatoire d'État de musique de Biélorussie ou Conservatoire Lunacharsky, a été fondé en 1932 et disparu 1992. En 2000, l'Académie d'État de musique de Biélorussie reçoit le statut d'institution principale dans le domaine de l'art musical, avec côtés de l'Académie d'Arts d'État de Biélorussie,.

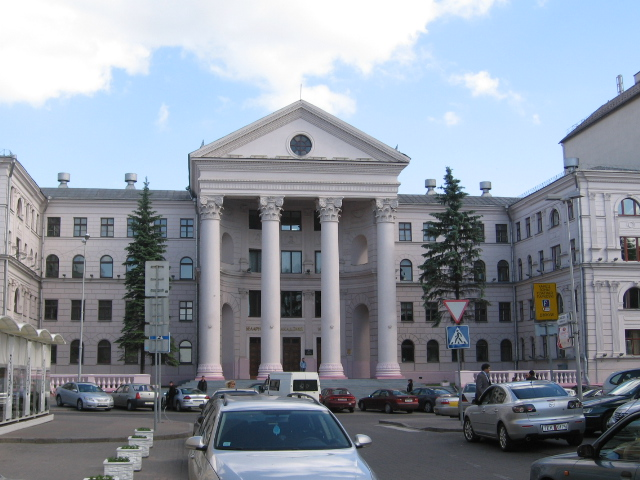
Conservatoire De Minsk

## Anciens élèves
- Mieczysław Weinberg a enseigné et étudié la composition de 1939 à 1941
- Anatoly Bogatyrev - compositeur, fondateur de l'école contemporaine de composition de Biélorussie, aussi professeur du conservatoire, Artiste du Peuple de Biélorussie
- Peter Podkovyrov - compositeur, travailleur d'art honoré de la RSS de Biélorussie
- Vassili Efimov - compositeur Biélorusse, chef de choeur, professeur, Artiste émérité de la Biélorussie.
- Michael Kroshner - compositeur, Artiste émérité de la RSS de Biélorussie
- Nicolas Aladov - compositeur, enseignant, Artiste du Peuple de la RSS de Biélorussie
- Vladimir Olovnikov - compositeur Biélorusse
- Evgeny Glebov - compositeur Biélorusse, Artiste du Peuple de l'URSS
- Igor Luchenok - compositeur Biélorusse, Artiste du Peuple de l'URSS
- Dmitry Smolski - compositeur Biélorusse, guitariste et compositeur, père de Victor Smolski
- Andrei Mdivani - compositeur Biélorusse, travailleur honoré d'art, de Biélorussie
- Galina Gorelova - compositeur Biélorusse
- Vyacheslav Kuznetsov - compositeur Biélorusse
- Le basilic Rainchik - compositeur Biélorusse
- Jadwiga Poplavskaya - chanteur Biélorusse, membre du groupe "Verasy"
- Oleg Eliseenkov - compositeur Biélorusse
- Vladimir Borzov - poète Biélorusse, compositeur et interprète de ses propres chansons
- Michel Kazinik (en) - violoniste suédois
- Marina Starostenkova - pianiste et professeur de musique
- Mireille Gleizes - pianiste belge
- Constantin Yaskov - compositeur Biélorusse
- Natalia Mikhaïlova - chef d'orchestre, chef de chœur
- Ivan Kostyakhin - Chef de l'Académie nationale d'Opéra et Théâtre de Ballet de Biélorussie
- Eta Tyrmand, compositeur et professeur de musique
- Peter Vandilovsky - chef d'orchestre de l'Orchestre de Chambre de l'État Biélorusse de l'Académie de Musique
- Vyacheslav Volich - Chef de l'Académie nationale d'Opéra et Théâtre de Ballet de Biélorussie
- Vladimir Ovodok - pianiste, chef d'orchestre de l'Orchestre de Chambre Philharmonique de Homiel
- Nina Zuev - chanteuse, Académie de Musique d'État Donetsk.
- Julia Starostenkova - Pianiste, professeur de musique[2]
- Angelina Tkatcheva - joueur de cymbalum
- Maria Kolesnikova - flûtiste, femme politique

## Professeurs notables
- Vassili Zolotarev - compositeur et pédagogue, Artiste émérité de la RSFSR, élève de Rimski-Korsakov
- Anatoly Bogatyrev - le fondateur de l'école contemporaine de composition de Biélorussie, compositeur, enseignant, militant social, Artiste distingué de la RSS de Biélorussie (1940), lauréat du Prix d'Etat de l'URSS (1941), Artiste émérité de la RSS de Biélorussie (1944)
- Vladimir Olovnikov - compositeur et pédagogue, Artiste du Peuple de la RSS de Biélorussie, Travailleur d'Art honoré de la RSS de Biélorussie
- Ludmila Kolos - chanteuse, professeure, chef du département de chant de l'Académie
- Lydia Muharinskaya - musicologue et folkloriste
- Nina Youdenitch - musicologue
- Victor Rovdo - chorale, Artiste du Peuple de l'URSS, professeur, chef du Département de la Chorale de l'académie de 1963 à 2007.
- Nicolas Vikentievich Proshko - joueur de balalaïka, chanteur, compositeur, pédagogue et chef d'orchestre. Gagnant du Concours de Musique d'Ensemble de l'Union Soviétique
- Kaleria Stepantsevich - musicologue, professeur
- Vitaly Kataev - chef d'orchestre
- Mikhaïl Kozinets
- Michael Drinevsky - chorale[1]
- Valery Shatsky - pianiste
- Igor Olovnikov - pianiste
- Yuri Gildyuk - pianiste
- Eugène Gladkov - professeur de musique folk
- Galina Osmolovskaya - interprète de musique folk
- Marina Ilyina - interprète de musique folk
- Nicolas Sevryukov - de musique folk
- Tamara Nizhnikova - chanteur
- Irina Shikunova - chanteur
- Victor Skorobogatov - chanteur
- Eta Tyrmand - compositeur et professeur de musique
- Vladimir Budkevich - interprète d'instruments à vent
- Gennady Zabara interprète d'instruments à vent
- Anna Zelenkova - chorale
- Larissa Shimanovich - chef d'orchestre et chef de chœur, professeur adjoint
- Vladimir Skorokhodov - clarinettiste, Artiste émérité de la Biélorussie, PhD, Docteur en Études Culturelles, Professeur
- Valentin Chaban - professeur
- Vladimir Perlin - violoncelliste, Professeur, Artiste émérité de la Republique de Biélorussie
- Leonid Petrovitch Youchkévich - Professeur, pianiste, professeur de piano[4]
- Eta Tyrmand, compositeur et professeur de musique